# Jordi Masip López
Jordi Masip López (Sabadell, Barcelona, Catalunha, 3 de janeiro de 1989) é um ex-futebolista espanhol que atuava como goleiro. Seu último clube foi o Valladolid em 2024.

## Carreira
Masip chegou ao Barcelona em 2004, com 15 anos. Na temporada 2008–09, foi emprestado ao Vilajuïga, fazendo a sua estreia no futebol profissional.[carece de fontes?]
Na temporada seguinte, Masip retornou para o Barcelona B, sendo o terceiro goleiro da equipe.
Na temporada 2014–15 conquistou a Liga espanhola e a Copa del Rey. E apesar de integrar o elenco que conquistou a Liga dos Campeões da UEFA, não é considerado campeão pelo regulamento da UEFA, por não ter entrado em nenhuma partida do competição.

## Títulos
Barcelona
- Campeonato Espanhol: 2014–15, 2015–16
- Copa do Rei: 2014–15, 2015–16, 2016–17
- Copa do Mundo de Clubes da FIFA: 2015[2]
- Supercopa da Espanha: 2016